# Campionati del mondo di atletica leggera 2011 - Lancio del disco maschile
La competizione si è svolta tra il lunedì 29 agosto 2011, con le qualificazioni, ed il martedì 30 agosto con la finale.

## Podio
| Pos.    | Atleta         | Nazionalità | Misura  |
| ------- | -------------- | ----------- | ------- |
| Oro     | Robert Harting | Germania    | 68,97 m |
| Argento | Gerd Kanter    | Estonia     | 66,95 m |
| Bronzo  | Ehsan Hadadi   | Iran        | 66,08 m |

## Situazione pre-gara

### Record
Prima di questa competizione, il record del mondo (WR) e il record dei campionati (CR) erano i seguenti.
| Record                | Prestazione | Atleta                     | Data                                   | Competizione              |
| --------------------- | ----------- | -------------------------- | -------------------------------------- | ------------------------- |
| Record mondiale       | 74,08 m     | Jürgen Schult Germania Est | 6 giugno 1986 Neubrandenburg, Germania |                           |
| Record dei campionati | 70,17 m     | Virgilijus Alekna Lituania | 7 agosto 2005 Helsinki, Finlandia      | Campionati del mondo 2005 |

### Campioni in carica
I campioni in carica, a livello mondiale e continentale, erano:
| Campione | Atleta                    | Prestazione | Data                              | Competizione                |
| -------- | ------------------------- | ----------- | --------------------------------- | --------------------------- |
| Olimpico | Gerd Kanter Estonia       | 68,82 m     | 19 agosto 2008 Pechino, Cina      | Giochi della XXIX Olimpiade |
| Mondiale | Robert Harting Germania   | 69,43 m     | 19 agosto 2009 Berlino, Germania  | Campionati del mondo 2009   |
| Europeo  | Piotr Małachowski Polonia | 68,87 m     | 1º agosto 2010 Barcellona, Spagna | Campionati europei 2010     |

### La stagione
Prima di questa gara, gli atleti con le migliori tre prestazioni dell'anno erano:
| Pos. | Atleta                  | Prestazione | Data                                   |
| ---- | ----------------------- | ----------- | -------------------------------------- |
| 1    | Zoltán Kővágó Ungheria  | 69,50 m     | 30 luglio 2011 Budapest, Ungheria      |
| 2    | Robert Harting Germania | 68,99 m     | 21 maggio 2011 Halle, Germania         |
| 3    | Jarred Rome Stati Uniti | 68,76 m     | 6 agosto 2011 Chula Vista, Stati Uniti |

A breve distanza seguiva Piotr Małachowski, polacco, con la misura di 68,49 m. Altri sei atleti hanno lanciato sopra i 67,00 m.

## Qualificazioni
La qualificazione si è svolta con gli atleti divisi in due gruppi (A e B), a partire rispettivamente dalle 10:10 e dalle 11:30 del 29 agosto 2011.
Si qualificano per la finale i concorrenti che ottengono una misura di almeno 65,50 m; in mancanza di 12 qualificati, accedono alla finale i primi 12 atleti della qualificazione.
| Pos | Gruppo | Atleta              | Paese       | 1ª prova | 3ª prova | 3ª prova | Risultato | Note |
| --- | ------ | ------------------- | ----------- | -------- | -------- | -------- | --------- | ---- |
| 1   | B      | Piotr Małachowski   | Polonia     | 64,22    | x        | 65,48    | 65,48     | q    |
| 2   | A      | Ehsan Hadadi        | Iran        | 65,21    | 64,74    | -        | 65,21     | q    |
| 3   | B      | Mario Pestano       | Spagna      | 65,13    | -        | -        | 65,13     | q    |
| 4   | B      | Jorge Fernández     | Cuba        | 64,94    | -        | -        | 64,94     | q    |
| 5   | A      | Robert Harting      | Germania    | 64,93    | 63,75    | -        | 64,93     | q    |
| 6   | A      | Virgilijus Alekna   | Lituania    | 64,21    | 63,57    | x        | 64,21     | q    |
| 7   | B      | Märt Israel         | Estonia     | 63,49    | 64,19    | x        | 64,19     | q    |
| 8   | A      | Vikas Gowda         | India       | 62,37    | 63,99    | 61,85    | 63,99     | q    |
| 9   | A      | Gerd Kanter         | Estonia     | 62,77    | 63,50    | x        | 63,50     | q    |
| 10  | A      | Benn Harradine      | Australia   | x        | 63,49    | 51,86    | 63,49     | q    |
| 11  | A      | Jason Young         | Stati Uniti | 61,75    | x        | 63,14    | 63,14     | q    |
| 12  | B      | Brett Morse         | Regno Unito | 60,62    | 62,38    | 59,29    | 62,38     | q    |
| 13  | B      | Jan Marcell         | Rep. Ceca   | 60,46    | 62,29    | 59,26    | 62,29     |      |
| 14  | A      | Jarred Rome         | Stati Uniti | 58,86    | 62,22    | 61,00    | 62,22     |      |
| 15  | B      | Rutger Smith        | Paesi Bassi | 60,17    | 59,64    | 62,12    | 62,12     |      |
| 16  | A      | Jian Wu             | Cina        | 59,51    | 62,07    | x        | 62,07     |      |
| 17  | A      | Jason Morgan        | Giamaica    | 58,51    | 57,56    | 61,75    | 61,75     |      |
| 18  | B      | Martin Wierig       | Germania    | x        | x        | 61,68    | 61,68     |      |
| 19  | A      | Erik Cadée          | Paesi Bassi | 61,03    | x        | 61,62    | 61,62     |      |
| 20  | B      | Gerhard Mayer       | Austria     | 61,47    | 55,33    | 59,60    | 61,47     |      |
| 21  | B      | Leif Arrhenius      | Svezia      | 61,33    | x        | x        | 61,33     |      |
| 22  | B      | Mohammad Samimi     | Iran        | x        | x        | 61,10    | 61,10     |      |
| 23  | B      | Lance Brooks        | Stati Uniti | 60,55    | 61,01    | 61,07    | 61,07     |      |
| 24  | B      | Ercüment Olgundeniz | Turchia     | 53,34    | x        | 60,86    | 60,86     |      |
| 25  | B      | Markus Münch        | Germania    | 58,27    | 60,80    | 60,59    | 60,80     |      |
| 26  | B      | Martin Marić        | Croazia     | 59,72    | x        | 60,61    | 60,61     |      |
| 27  | A      | Niklas Arrhenius    | Svezia      | 60,57    | x        | x        | 60,57     |      |
| 28  | B      | Carl Myerscough     | Regno Unito | 60,29    | 57,65    | 59,40    | 60,29     |      |
| 29  | A      | Abdul Buhari        | Regno Unito | x        | 60,21    | 58,37    | 60,21     |      |
| 30  | A      | Roland Varga        | Croazia     | x        | 59,09    | x        | 60,57     |      |
|     | A      | Róbert Fazekas      | Ungheria    | x        | x        | x        | nm        |      |
|     | A      | Frank Casañas       | Spagna      |          |          |          | dns       |      |
|     | B      | Zoltán Kővágó       | Ungheria    |          |          |          | dq        |      |

Legenda: 
- x = Lancio nullo;
- Q = Qualificato direttamente;
- q = Ripescato;
- RN = Record nazionale;
- RP = Record personale;
- PS = Personale stagionale;
- NM = Nessun lancio valido;
- NP = Non è sceso in pedana.

## Finale
La finale si è svolta a partire dalle 19:55 del 30 agosto 2011 ed è terminata dopo un'ora circa.

Le migliori 8 classificate dopo i primi tre lanci accedono ai tre lanci di finale.
| #       | Atleta            | Nazionalità | 1ª prova | 2ª prova | 3ª prova | 4ª prova | 5ª prova | 6ª prova | Misura | Note                                     |
| ------- | ----------------- | ----------- | -------- | -------- | -------- | -------- | -------- | -------- | ------ | ---------------------------------------- |
| Oro     | Robert Harting    | Germania    | 68,49    | x        | 68,10    | 68,97    | 66,33    | x        | 68,97  |                                          |
| Argento | Gerd Kanter       | Estonia     | 62,79    | 66,95    | 66,13    | 66,90    | x        | 65,83    | 66,95  |                                          |
| Bronzo  | Ehsan Hadadi      | Iran        | 65,29    | 64,07    | x        | x        | 65,50    | 66,08    | 66,08  | Miglior prestazione personale stagionale |
| 4       | Märt Israel       | Estonia     | 61,87    | 63,60    | 64,31    | 63,73    | 65,20    | x        | 65,20  |                                          |
| 5       | Benn Harradine    | Australia   | 64,43    | 64,02    | 62,08    | x        | 64,18    | 64,77    | 64,77  |                                          |
| 6       | Virgilijus Alekna | Lituania    | 62,75    | x        | 64,09    | 62,62    | x        | 61,25    | 64,09  |                                          |
| 7       | Vikas Gowda       | India       | 60,79    | 61,51    | 64,05    | 62,81    | 62,16    | 62,16    | 64,05  |                                          |
| 8       | Jorge Fernández   | Cuba        | 61,05    | 63,54    | 63,10    | x        | 60,11    | 61,77    | 63,54  |                                          |
| 9       | Piotr Małachowski | Polonia     | 58,28    | x        | 63,37    |          |          |          | 63,37  |                                          |
| 10      | Jason Young       | Stati Uniti | 62,54    | x        | 63,20    |          |          |          | 63,20  |                                          |
| 11      | Mario Pestano     | Spagna      | 62,97    | 63,00    | 62,74    |          |          |          | 63,00  |                                          |
| 12      | Brett Morse       | Regno Unito | 60,84    | 62,69    | 57,87    |          |          |          | 62,69  |                                          |

Legenda: 
- x = Lancio nullo;
- Q = Qualificato direttamente;
- q = Ripescato;
- RN = Record nazionale;
- RP = Record personale;
- PS = Personale stagionale;
- NM = Nessun lancio valido;
- DNS = Non è sceso in pedana.